# Апаца
Апаца (рум. Apaţa) — коммуна в Румынии, жудец Брашов.

## Население
Численность населения, по данным переписи 2011 года, составила 2989 человек, из них 45,09 % — румыны, 36,80 % — венгры и 17,93 % — цыгане.

## Известные представители
- Янош Апацаи Чере (1625–1659) преподаватель, философ, теолог-кальвинист
- Янош Барталиш (1893–1976) — поэт.